# Xã Kelley, Quận Ripley, Missouri
Xã Kelley (tiếng Anh: Kelley Township) là một xã thuộc quận Ripley, tiểu bang Missouri, Hoa Kỳ. Năm 2010, dân số của xã này là 51 người.